# M-1グランプリ2018
『M-1グランプリ2018』（エムワングランプリ2018）は、吉本興業・朝日放送テレビ（ABCテレビ）主催の漫才コンクール「M-1グランプリ」の第14回大会。2018年12月2日に決勝戦が開催され、ABCテレビ・テレビ朝日系列にて生放送された。優勝者は霜降り明星。

## 概要
通算14回目の開催となった2018年大会にはプロ、アマチュア問わず4640組がエントリーした。プレミアムスポンサーはCygames、サントリー、日清食品、ファミリーマートが揃って続投。
決勝戦は準決勝を勝ち上がった霜降り明星、スーパーマラドーナ、トム・ブラウン、和牛、ギャロップ、見取り図、かまいたち、ゆにばーす、ジャルジャルの9組、そして敗者復活戦を制したミキを加えた10組で行われた。
決勝戦の審査員はオール巨人、中川家・礼二、松本人志、上沼恵美子の4人が続投、富澤たけしが第11回（2015年）以来3年ぶりに復帰し、塙宣之、立川志らくが初めて参加した。
決勝戦の司会は12大会連続の今田耕司と、7大会連続の上戸彩。
朝日放送テレビ（ABCテレビ）では、決勝前週の11月25日に、12:55 - 13:55の放送枠（本来は同局制作の『新婚さんいらっしゃい!』『パネルクイズ アタック25』を編成）でテレビ朝日系列全国ネットでの事前特別番組『44人の生徒に届け!M-1王者の母校にひとつだけの漫才』を放送した。決勝当日の12月2日には、14:30 - 16:25に敗者復活戦、18:34 - 22:00に決勝の生中継を全国ネット向けに実施している。
朝日放送ラジオ（ABCラジオ）では、決勝戦の生中継をサイマル形式で組み込んだ『ラジオでウラ実況!?M-1グランプリ2018』を、前年より30分長く18:30 - 22:30に生放送。第1子の出産に伴う2016年10月以降の産前産後休暇からこの年に復帰した喜多ゆかり（朝日放送テレビアナウンサー）が、3年振りに進行役を務めた。

## 大会経過

### 1回戦から準々決勝まで
1回戦は8月1日から10月7日にかけて、北海道、仙台、埼玉、千葉、東京、名古屋、大阪、広島、福岡、沖縄の10都道府県で開催。その後は東京、大阪・京都の2地区に分けて、10月2日 - 13日に2回戦、10月15日 - 24日に3回戦、11月5日 - 6日に準々決勝が開催された。
エントリーした4640組中、準々決勝に進出したのは101組。そのうち東京3回戦を通過したのは62組、大阪・京都3回戦を通過したのは39組。

#### 話題を集めたコンビ
- 「漫画家」（長田悠幸、森田まさのり）: コンビ名通り、漫画家同士による即席コンビ[2]。準々決勝進出を果たし、ベストアマチュア賞を受賞[3]。
- 「しゅんしゅんクリニックPと循環器内科医」（しゅんしゅんクリニックP、森大）：ピン芸人と大学の同級生の循環器内科医のコンビ[4]
- 「ダブルコーク」（成田童夢、ユウキ）: 元スノーボード選手と元格闘家による即席コンビ[5]
- 「雅画」（ながさかえいじ、KAGURAME）: 現役の漫画家と巫女による即席コンビ[6]
- 「サイプレス上野とロベルト吉野」（サイプレス上野、ロベルト吉野）: 日本のヒップホップグループ
- 「ウノレレ」：バーチャルYouTuber同士のコンビとして初めての出場[7][8]
- 「ゆーげんさん」（日比野芽奈、エゼマタ・健太・チャールズ、本多睦）：テレビ東京『青春高校3年C組』の企画によるトリオ
- 「ヤングタウン」（福島暢啓、三遊亭とむ）：毎日放送の現役アナウンサーと現役の落語家による即席コンビで、レギュラーで出演するラジオ番組『ヤングタウン日曜日』の企画で参加[注 2]。
- 「怪奇!YesどんぐりRPG」（どんぐりたけし、Yes!アキト、サツマカワRPG）：ケイダッシュステージ（どんぐりたけし、サツマカワRPG[注 3]）とフリー（Yes!アキト[注 4]）のピン芸人トリオユニット[10][11]。客席を沸かせながら3回戦敗退となったGyao!の動画が話題となる[12]。
- 「侍スライス」：前年1回戦敗退ながら準決勝にまで進出

### 準決勝
11月15日にNEW PIER HALLで開催。準々決勝を勝ち上がった25組に、GYAO!ワイルドカード枠を獲得した魔人無骨（現・令和ロマン）を加えた26組が出場した。
準決勝初進出組はトム・ブラウン、たくろう、金属バット、侍スライス、ダンビラムーチョ、ウエストランド、マユリカ、魔人無骨の8組。
出番順はGYAO!ワイルドカード枠の魔人無骨が1番手を、3年連続決勝進出のスーパーマラドーナがトリを務めた。この結果、和牛、スーパーマラドーナが4年連続、ジャルジャルが2年連続4度目、かまいたち、ゆにばーすが2年連続、霜降り明星、トム・ブラウン、ギャロップ、見取り図が初の決勝進出を果たした。

### 敗者復活戦
12月2日、決勝戦直前の14時30分より六本木ヒルズアリーナで実施。視聴者投票により、準決勝敗退者から1組のみ勝ち上がることができる。GYAO!ワイルドカード枠の魔人無骨を除く、16組に出場資格が与えられた。今大会より、GYAO!ワイルドカード枠のコンビは予選の順位に含まれなくなっている。
この回から出番順をくじ引きで決定するようになった。準決勝の順位が高かった方からくじを引き、予選24位のウエストランドが1番手、予選19位のインディアンスがトリを務めた。投票の結果、予選15位のミキ、予選13位のプラス・マイナスが上位2組に名を連ね、39万3189票を獲得したミキが決勝戦に進出した。
結果発表の直前では、敗者復活戦出場の三四郎・小宮浩信が松本に昨年と全く同じ絡みを見せる場面や、マヂカルラブリー・野田クリスタルが前回大会ファーストラウンドで衝突した上沼にアピールする場面が見られた。

## 決勝戦
ネタ順は前回大会と同様「笑神籤（えみくじ）」によって直前に決定。また、くじを引き演者を発表する役割として、ボクサーの井上尚弥、柔道選手の阿部一二三、レスリング選手の吉田沙保里の3人が招かれた。

### ファーストラウンド
1組目：見取り図【606点 / 暫定1位 → 9位】
結婚を前提とした彼女が欲しいという盛山に、リリーが知り合いを紹介するしゃべくり漫才を披露。M-1復活後としてはこの時点での最低点に終わり、ネタが進むに連れ伏線が回収される構成は肯定的に評価されたものの、上沼は「前半の笑いが古く、もっとテンションを高く進行するべきだった」と評した。
2組目：スーパーマラドーナ【617点 / 暫定1位 → 7位】
隣に住むいい人のフリをして実は恐ろしい人間を題材にした、恐怖色の強いコント漫才を披露。富澤、塙、松本、上沼は総じて「恐怖感に対して笑いを起こせず失速した」と評し点数が伸び悩んだ。
3組目：かまいたち【636点 / 暫定1位 → 5位】
「タイムマシンを用いて過去に戻ることができたら何をしたいか」をテーマとしたしゃべくり漫才を披露。上沼は「やっぱりクオリティが高い」と高く評価したが、志らくは「漫才が上手く面白いが、それ以上の魅力までは見られなかった」と評した。
4組目：ジャルジャル【648点 / 暫定1位 → 3位通過】
「イン」→「ドネシア」、「アル」→「ゼンチン」のように国名を分けて交互に言い合う、独自に創造した遊びの「国名わけっこ」という独特のネタを披露。今大会最高評点の99点を付けた志らくは「笑いを超越し感心に至った」と絶賛、巨人や礼二は以前の大会からここまで漫才スタイルを変えないジャルジャルの頑固さを好意的に評価した。一方で88点を付けた上沼は「このネタは嫌い」であると否定的な意見を呈した。
5組目：ギャロップ【614点 / 暫定4位 → 8位】
コンパを題材に、ツッコミの林がハゲ頭を自虐するしゃべくり漫才を披露。塙、上沼、巨人は総じて今回のネタを「M-1グランプリの4分間でやるネタではなかった」とコンビの実力に比例しない結果を嘆いた。特に上沼は「自虐のネタをするには暗く、観客に対しても受け入れられなかった」と辛辣に評価した。また、松本は林に対し「そんなにハゲてない」と冗談混じりに述べていた。
6番目：ゆにばーす【594点 / 暫定6位 → 10位】
テレビのロケを題材に、ボケのはらをフィーチャーしたコント漫才を披露。しかし得点は600点を下回り、M-1復活後の最低点をさらに更新してしまった。礼二、松本は「序盤で流れを掴めずあまりウケなかった」と敗因を指摘し、特に今大会最低の80点を付けた松本は「絵に描いたような6位（最下位）」と茶化した。
7番目：ミキ【638点 / 暫定2位 → 4位】
今大会の敗者復活組。ボケの亜生がツッコミの昴生の履歴書をジャニーズへ勝手に送ったという設定のしゃべくり漫才を披露。上沼は自身最高の98点を付け、ギャロップと比較して明るく突き抜けた昴生の自虐を肯定的に評価した。志らく、礼二、巨人は「彼らの実力に目新しいネタがつけばさらなる飛躍が見込める」と意見を述べた。
8組目：トム・ブラウン【633点 / 暫定4位 → 6位】
『サザエさん』の「中島くん」を5人集めて合体させ、最強の中島くん「ナカジマックス」を作るという奇抜なネタを披露。97点を付けた志らくは「衝撃を受けた」と絶賛し、塙はボケのみちおの行動に対してツッコミの布川がまったく冷めずに高いテンションでついていくスタイルを好意的に評価した。上沼、巨人を始め大半の審査員は「漫才と見ていいかわからない」と述べたが、上沼は点数こそ86点と2番目に低かったものの、講評で「大熱演、感動した」と賞賛した。
9組目：霜降り明星【662点 / 暫定1位 → 1位通過】
豪華客船の旅を題材に、ボケのせいやが舞台を広く使ってボケを繰り出し粗品がセンターマイク側でツッコミを入れるスタイルのコント漫才を披露。97点を付けた上沼は端的に「漫才が上手い」「ミキより好きかも」、98点を付けた塙は「吉本興業の宝だ。漫才協会にぜひ欲しい人材」と絶賛。松本は「彼らが優勝するかもしれない」、富澤は漫才スタイルを「映画を観ているかのようだった」と肯定的に評した。志らくは「彼らの漫才は間違いなく大衆に受け入れられる。後は批評家的立ち位置の人間が食いつくかどうかだ」とコンビのヒットを予言した。
10組目：和牛【656点 / 2位通過】
もし自分がゾンビに噛まれて感染させられたら相方が殺してくれるかという、やや猟奇的な要素を含んだしゃべくりとコントが共存した漫才を披露。98点を付けた上沼は「ベテランの域に達している、完璧」、富澤は「和牛が企んだ通りに漫才を観てしまい、悔しかった」と悪態混じりに、塙は「毎年、毎年、優勝候補と言われる中で、これだけのネタを作るっていうのは、さすが和牛だなと思いました」、志らくは猟奇的なネタに対して立ち振る舞いに品があったと、それぞれ肯定的に評した。松本も「安定感というか、最後裏切らない」と肯定的に評価したが、彼らが1位通過を果たせなかったことに驚いていた。

### 最終決戦
最終決戦はファーストラウンド1位の霜降り明星、2位の和牛、3位のジャルジャルの3組で争われた。ファーストラウンド上位の組から順番を選択した結果、ジャルジャル、和牛、霜降り明星の順にネタを披露することとなった。
1組目：ジャルジャル
自己紹介をフィーチャーし、2人が自身にサムズアップを向けて対抗する独特なネタを披露した。
2組目：和牛
息子が母親にオレオレ詐欺を騙って電話するというコント漫才を披露した。
3組目：霜降り明星
小学生時代の思い出をテーマに、ファーストラウンドと同じスタイルのコント漫才を披露した。
最終投票では、富澤、松本、上沼が和牛に、巨人、礼二、塙、志らくが霜降り明星に投票。4票を獲得した霜降り明星が14代目王者となった。

## 結果

### 準決勝（結果）
- コンビ名、所属事務所は出場当時。
- 金背景は決勝戦進出者。

| グループ | コンビ名           | 所属事務所                             | 結果 |
| -------- | ------------------ | -------------------------------------- | ---- |
| A        | 魔人無骨           | よしもとクリエイティブ・エージェンシー | 敗退 |
| A        | ダンビラムーチョ   | よしもとクリエイティブ・エージェンシー | 敗退 |
| A        | マユリカ           | よしもとクリエイティブ・エージェンシー | 敗退 |
| A        | ウエストランド     | タイタン                               | 敗退 |
| A        | たくろう           | よしもとクリエイティブ・エージェンシー | 敗退 |
| A        | からし蓮根         | よしもとクリエイティブ・エージェンシー | 敗退 |
| A        | トム・ブラウン     | ケイダッシュステージ                   | 通過 |
| B        | インディアンス     | よしもとクリエイティブ・エージェンシー | 敗退 |
| B        | 見取り図           | よしもとクリエイティブ・エージェンシー | 通過 |
| B        | 侍スライス         | よしもとクリエイティブ・エージェンシー | 敗退 |
| B        | 霜降り明星         | よしもとクリエイティブ・エージェンシー | 通過 |
| B        | 三四郎             | マセキ芸能社                           | 敗退 |
| B        | ニッポンの社長     | よしもとクリエイティブ・エージェンシー | 敗退 |
| B        | マヂカルラブリー   | よしもとクリエイティブ・エージェンシー | 敗退 |
| C        | 和牛               | よしもとクリエイティブ・エージェンシー | 通過 |
| C        | 金属バット         | よしもとクリエイティブ・エージェンシー | 敗退 |
| C        | プラス・マイナス   | よしもとクリエイティブ・エージェンシー | 敗退 |
| C        | ギャロップ         | よしもとクリエイティブ・エージェンシー | 通過 |
| C        | 東京ホテイソン     | グレープカンパニー                     | 敗退 |
| C        | ジャルジャル       | よしもとクリエイティブ・エージェンシー | 通過 |
| D        | さらば青春の光     | ザ・森東                               | 敗退 |
| D        | ゆにばーす         | よしもとクリエイティブ・エージェンシー | 通過 |
| D        | かまいたち         | よしもとクリエイティブ・エージェンシー | 通過 |
| D        | ミキ               | よしもとクリエイティブ・エージェンシー | 敗退 |
| D        | アキナ             | よしもとクリエイティブ・エージェンシー | 敗退 |
| D        | スーパーマラドーナ | よしもとクリエイティブ・エージェンシー | 通過 |

### 敗者復活戦（結果）
- コンビ名、所属事務所は出場当時、結成年の太字はラストイヤー。また、結成年は正しいもののみを記載する。
- 金背景は決勝戦進出者。

| 順位 | コンビ名 所属事務所                                     | 結成年 | 敗者復活戦 出場歴 | 予選 順位 | 出番 | 票数       |
| ---- | ------------------------------------------------------- | ------ | ----------------- | --------- | ---- | ---------- |
| 1位  | ミキ よしもとクリエイティブ・エージェンシー             | 2012年 | 2年ぶり 2回目     | 15位      | 4番  | 39万3189票 |
| 2位  | プラス・マイナス よしもとクリエイティブ・エージェンシー | 2003年 | 4大会ぶり 6回目   | 13位      | 15番 | 37万5909票 |
| 3位  | インディアンス よしもとクリエイティブ・エージェンシー   | 2010年 | 2年ぶり 2回目     | 19位      | 16番 | 19万0414票 |
| 4位  | アキナ よしもとクリエイティブ・エージェンシー           | 2012年 | 初出場            | 18位      | 7番  | 17万0869票 |
| 5位  | たくろう よしもとクリエイティブ・エージェンシー         | 2016年 | 初出場            | 12位      | 5番  |            |
| 6位  | 三四郎 マセキ芸能社                                     | 2005年 | 3年連続 3回目     | 23位      | 14番 |            |
| 7位  | さらば青春の光 ザ・森東                                 | 2008年 | 2年連続 4回目     | 16位      | 3番  |            |
| 8位  | 金属バット よしもとクリエイティブ・エージェンシー       | 2007年 | 初出場            | 21位      | 8番  |            |
| 9位  | マヂカルラブリー よしもとクリエイティブ・エージェンシー | 2007年 | 2年ぶり 4回目     | 14位      | 13番 |            |
| 10位 | 東京ホテイソン グレープカンパニー                       | 2015年 | 2年連続 2回目     | 11位      | 10番 |            |
| 11位 | からし蓮根 よしもとクリエイティブ・エージェンシー       | 2013年 | 2年連続 2回目     | 10位      | 6番  |            |
| 12位 | 侍スライス よしもとクリエイティブ・エージェンシー       | 2017年 | 初出場            | 20位      | 11番 |            |
| 13位 | ダンビラムーチョ よしもとクリエイティブ・エージェンシー | 2011年 | 初出場            | 22位      | 2番  |            |
| 14位 | ウエストランド タイタン                                 | 2008年 | 初出場            | 24位      | 1番  |            |
| 15位 | ニッポンの社長 よしもとクリエイティブ・エージェンシー   | 2013年 | 3年ぶり 2回目     | 17位      | 12番 |            |
| 16位 | マユリカ よしもとクリエイティブ・エージェンシー         | 2011年 | 初出場            | 25位      | 9番  |            |

### 決勝戦（結果）
| 金背景   | 1位通過、優勝      |
| 銀背景   | 2位通過            |
| 銅背景   | 3位通過            |
| 赤文字   | 審査員別の最高評点 |
| 青文字   | 審査員別の最低評点 |
| 赤太文字 | 全体の最高評点     |
| 青太文字 | 全体の最低評点     |

- 順位は最終決戦に進出したコンビは票数、それ以外のコンビはファーストラウンドの得点による順序。
- 所属事務所は出場当時、結成年の太字はラストイヤー。
- 敗者復活組はキャッチコピーが無いため、「（敗者復活組）」とする。
- 順位や得点などをまとめた表は、矢印がついたセルをクリックすると、昇順、降順、元の順の順番で並び替えられる。

| 順位 | コンビ名 所属事務所                                       | No.  | 結成年 | 決勝戦進出歴      | キャッチコピー       | ファースト | ファースト | 最終決戦 | 最終決戦 |
| 順位 | コンビ名 所属事務所                                       | No.  | 結成年 | 決勝戦進出歴      | キャッチコピー       | 出番       | 得点       | 出番     | 得票     |
| ---- | --------------------------------------------------------- | ---- | ------ | ----------------- | -------------------- | ---------- | ---------- | -------- | -------- |
| 優勝 | 霜降り明星 よしもとクリエイティブ・エージェンシー         | 349  | 2013年 | 初進出            | 縦横無尽             | 9番        | 662点      | 3番      | 4票      |
| 2位  | 和牛 よしもとクリエイティブ・エージェンシー               | 1206 | 2006年 | 4年連続 4回目     | 第4形態              | 10番       | 656点      | 2番      | 3票      |
| 3位  | ジャルジャル よしもとクリエイティブ・エージェンシー       | 3933 | 2003年 | 2年連続 4回目     | フリースタイル再び   | 4番        | 648点      | 1番      | 0票      |
| 4位  | ミキ よしもとクリエイティブ・エージェンシー               | 2071 | 2012年 | 2年連続 2回目     | （敗者復活組）       | 7番        | 638点      |          |          |
| 5位  | かまいたち よしもとクリエイティブ・エージェンシー         | 2851 | 2004年 | 2年連続 2回目     | 史上初の2冠へ        | 3番        | 636点      |          |          |
| 6位  | トム・ブラウン ケイダッシュステージ                       | 919  | 2009年 | 初進出 ノーシード | 無秩序               | 8番        | 633点      |          |          |
| 7位  | スーパーマラドーナ よしもとクリエイティブ・エージェンシー | 843  | 2003年 | 4年連続 4回目     | 最後の逆襲           | 2番        | 617点      |          |          |
| 8位  | ギャロップ よしもとクリエイティブ・エージェンシー         | 2077 | 2003年 | 初進出 ノーシード | 輝け！いぶし銀       | 5番        | 614点      |          |          |
| 9位  | 見取り図 よしもとクリエイティブ・エージェンシー           | 2197 | 2007年 | 初進出            | 声高ダークホース     | 1番        | 606点      |          |          |
| 10位 | ゆにばーす よしもとクリエイティブ・エージェンシー         | 2852 | 2013年 | 2年連続 2回目     | 今年もイェエエエイ！ | 6番        | 594点      |          |          |

| 出番順 | コンビ名           | 得点計 | 巨人 | 礼二 | 塙 | 志らく | 富澤 | 松本 | 上沼 |
| ------ | ------------------ | ------ | ---- | ---- | -- | ------ | ---- | ---- | ---- |
| 1      | 見取り図           | 606    | 88   | 91   | 85 | 85     | 86   | 83   | 88   |
| 2      | スーパーマラドーナ | 617    | 87   | 90   | 89 | 88     | 89   | 85   | 89   |
| 3      | かまいたち         | 636    | 89   | 92   | 92 | 88     | 91   | 90   | 94   |
| 4      | ジャルジャル       | 648    | 93   | 93   | 93 | 99     | 90   | 92   | 88   |
| 5      | ギャロップ         | 614    | 87   | 90   | 89 | 86     | 87   | 86   | 89   |
| 6      | ゆにばーす         | 594    | 84   | 91   | 82 | 87     | 86   | 80   | 84   |
| 7      | ミキ               | 638    | 90   | 93   | 90 | 89     | 90   | 88   | 98   |
| 8      | トム・ブラウン     | 633    | 87   | 90   | 93 | 97     | 89   | 91   | 86   |
| 9      | 霜降り明星         | 662    | 93   | 96   | 98 | 93     | 91   | 94   | 97   |
| 10     | 和牛               | 656    | 92   | 94   | 94 | 93     | 92   | 93   | 98   |

| 出番順 | コンビ名     | 得票数 | 巨人 | 礼二 | 塙 | 志らく | 富澤 | 松本 | 上沼 |
| ------ | ------------ | ------ | ---- | ---- | -- | ------ | ---- | ---- | ---- |
| 1      | ジャルジャル | 0      |      |      |    |        |      |      |      |
| 2      | 和牛         | 3      |      |      |    |        | ★    | ★    | ★    |
| 3      | 霜降り明星   | 4      | ★    | ★    | ★  | ★      |      |      |      |

| 最高評点 | 99点 立川志らく（ジャルジャル） |
| 最低評点 | 80点 松本人志（ゆにばーす）     |
| 平均点   | 630.4点                         |

## 記録
- ケイダッシュステージ所属の決勝進出コンビ（トム・ブラウン）は、第8回（2008年）のオードリーに続いて2組目。
- 2年連続でよしもとクリエイティブ・エージェンシー（現・吉本興業）所属コンビが9組（敗者復活組を含む）となった。
  - トム・ブラウン・布川ひろきは札幌吉本に所属歴があるため、決勝進出した全てのコンビに吉本所属経験者がいる初めての大会となった。
- ラストイヤーのコンビが3組決勝進出し、過去最多となった（ジャルジャル、スーパーマラドーナ、ギャロップ）。ラストイヤーのコンビが複数組決勝に進出したのは、第4回（2004年）以来、実に10大会ぶり（14年ぶり）。
- 連続出場コンビが過去最多の6組（敗者復活組を含む）となり、第2回（2002年）以来、実に12大会ぶり（16年ぶり）に過半数が前年と同じ顔触れになった。
- 第11回（2015年）以降で唯一、平均85点未満の得点が出た（ゆにばーす：平均84.86点（594 / 700点））。また、松本人志がゆにばーすに対して付けた「80点」は大会復活後の第11回（2015年）以降の最低得点である。
- 笑神籤が導入された第13回（2017年）以降で唯一、敗者復活組（ミキ）の出番が5組目以降だった回である。
- 第7回（2007年）から8大会連続で、ファーストラウンド9組目のコンビが最終決戦に進出した。
- 初めて1人の審査員が、全てのコンビに90点以上の評点をした（礼二）。
- 島田紳助以外の審査員が「99点」を付けたのは初（立川志らくがジャルジャルに対して）。
- 霜降り明星は初めて1990年代生まれ同士のコンビとして決勝進出し、最年少優勝者となった[注 9]。
  - 2015年の大会復活後、初めて結成10年未満のコンビが優勝した。また、せいやは芸歴5年での優勝となり、優勝時の最短芸歴を更新した[注 10]。
  - 平成生まれ同士のコンビ、2010年代に結成したコンビ、復活後（第11回以降）のM-1しか出場経験がないコンビ、ハイスクールマンザイ出身者としても初の優勝者となった。
- 第12回（2016年）から3年連続で同じコンビが2位となった（和牛）。
- 第12回から3年連続で、松本が最終決戦で同じコンビ（和牛）に投票した。
- 前回から2年連続で、ファーストラウンドネタ順6番手のコンビが最下位で終わった。

## 社会的反応

### 出場者
王者となった霜降り明星は大ブレイクし、コンビではバラエティ番組へのゲスト出演や、冠番組「霜降りバラエティ｣、｢霜降り明星のオールナイトニッポン0(ZERO)」が新たに始まった。単独では粗品が2009年より挑戦しているR-1グランプリ2019年大会での優勝、「人志松本のすべらない話」への出演など目に見えた躍進を見せた。また、せいやが20代の若い世代を“第7世代”と名付けたことで、霜降り明星と同世代の芸人や若手芸人がお笑い第七世代として括られるようになり、テレビ番組や雑誌などでお笑い第七世代という語が多く使われるようになった。トム・ブラウンはネタ中の「ダメ～！」などのフレーズで大きな話題を集め、2019年には「ドリーム東西ネタ合戦」や「有吉の壁」を始めとする多くのバラエティ番組へ出演した。

### 騒動
2017年の王者であるとろサーモンの久保田かずのぶと今大会にラストイヤーで出場したスーパーマラドーナの武智が、大会終了後のインスタライブ（生放送）で審査員の上沼恵美子を事実上の名指しで罵倒したことで、炎上騒動に発展。多くのネットニュースに取り上げられた。
久保田と武智は12月4日にTwitterで謝罪コメントを発表した。武智は翌年の2019年3月に出演したライブイベントで「絶対にやってはいけないことをしてしまった」と後悔を吐露した。
オール巨人、博多大吉、岡村隆史、山里亮太など多くの芸人が騒動に対して苦言を呈した。松本人志は12月9日の『ワイドナショー』で、「彼らは何より勉強不足ですよね。上沼さんという人がどれだけの人か、本当にわかっていない。勉強不足だし、勉強が不足しているということすら勉強できていない」と厳しく叱責した。上沼は9日の『上沼・高田のクギズケ!』で「2人に対する怒りの思いはなく、暴言を気にしていない」旨を述べた。

### DJ KOOの予想的中
お笑いナタリーが実施した川谷絵音、DJ KOO、野呂佳代、ぱいぱいでか美、丸山桂里奈の5名による優勝予想企画では、DJ KOOが霜降り明星、それ以外の4人が和牛の優勝を予想し、DJ KOOの予想通り、霜降り明星が優勝した。また、DJ KOOは2位の和牛、3位のジャルジャル、爪痕残しそう枠のトム・ブラウンまで全て予想を的中させたことが大会後、ネット上で大きく話題を集めた。

## DVD
2019年5月29日によしもとミュージックから発売された。
タイトルは『M-1グランプリ2018〜若き伏兵はそこにいた〜』。
| DISC | 収録内容                                                                   | 収録時間 |
| ---- | -------------------------------------------------------------------------- | -------- |
| 1    | M-1グランプリ2018決勝                                                      | 164分    |
| 2    | 敗者復活戦 M-1グランプリ アナザーストーリー DVD初公開 霜降り明星 THE MOVIE | 154分    |

## スタッフ
- 構成：倉本美津留、前田政二、石原健次
- ナレーション：畑中ふう、アラン・J、Sayoko Kamei
- 制作協力：ウインズウイン
- 協力：テレビ朝日
- 制作：ABC TV、吉本興業